# Mehadia
Mehadia (ungarsk: Mehádia; tysk: Mehadia; tyrkisk: Mehadiye) er en mindre by og kommune i distriktet Caraș-Severin i den historiske region Banatet i Rumænien. Byen ligger ved den gamle romerske koloni Ad Medium og er berømmet for sine romerske bade, "Hercules-badene". Byen havde i 2002 4.474 indbyggere.
Området har ved flere lejligheder været udsat for større oversvømmelser.

## Historie
Efter Romerrigets fald blev den romerske koloni Ad Medium forladt, men området blev atter beboet og områdets kilder genopdaget.
Allerede i slutningen af middelalderen opnåede Mehadia militær og politisk betydning på grund af områdets geografiske placering. Den middelalderlige fæstning blev udvidet til en befæstet grænseby i det 18. århundrede som en del af Banatets militære grænse. I forbindelse med den karolinske kolonisering flyttede mange tyskere til Mehadia. Mellem 1740 og 1742 kom hovedsageligt immigranter fra Steiermark, Tyrol og Transsylvanien.
Den 4. juni 1920 blev Banatet opdelt i tre dele som følge af Trianon-traktaten. Den største, østlige del, som Mehadia også tilhørte, blev en del af Kongeriget Rumænien.
Som et resultat af Waffen-SS-aftalen af 12. maj 1943 mellem Antonescu-regeringen og Nazi-Tyskland skulle alle mænd af tysk oprindelse indkaldes til den tyske hær. Da Rumænien den 23. august 1944 skiftede side under 2. verdenskrig, betalte tyskerne en høj pris. Inden krigen sluttede blev alle etnisk tyske kvinder mellem 18 og 30 år og mænd mellem 16 og 45 år deporteret til Sovjetunionen for genopbygningsarbejde.